# سیلاس پریرا
پائولو سیلاس دو پدرو پریرا (به پرتغالی: Paulo Silas do Prado Pereira) هافبک اهل برزیل است که در شهر کمپیناس و در تاریخ ۲۷ اوت ۱۹۶۵ به دنیا آمده‌است.
سیلاس پریرا در تیم‌های فوتبال سائوپائولو ،اسپورتینگ لیسبون،Central Español،چزنا، سمپدوریا و اینترناسیونال سابقهٔ حضور دارد. این بازیکن همچنین در سال، 1986 – 1992 برای، تیم ملی فوتبال برزیل به میدان رفته‌است 